# Mercedes-AMG F1 W13 E Performance
O Mercedes-AMG F1 W13 E Performance é o modelo de carro de corrida construído pela equipe da Mercedes para disputa do Campeonato Mundial de Fórmula 1 de 2022, pilotado por Lewis Hamilton e George Russell.